# Orville Brown
Pour les articles homonymes, voir Brown.
Orville Brown (né le 10 mars 1908 à Sharon et mort le 24 janvier 1981 à Lee's Summit) est un catcheur (lutteur professionnel) et promoteur de catch américain.
Il est connu pour avoir été le premier champion du monde poids lourd de la National Wrestling Alliance (NWA). Il met un terme à sa carrière en 1949 à la suite de blessures liés à un accident de voiture.

## Jeunesse
Brown est le fils de Clarence et Ellen Brown, il est leur cinquième et dernier enfant. Il ne connait pas son père qui quitte le domicile conjugal après sa naissance puis sa mère meurt en 1919. Il travaille dans des fermes et débourre des chevaux. Au cours de son adolescence, il étudie pendant un an au lycée où il fait partie de l'équipe de football. Il se fait connaitre ensuite en participant à des rodéos.

## Carrière de catcheur
Brown devient père après son mariage et doit gagner plus d'argent pour faire vivre sa famille à cause de la Grande Dépression. Il décide alors de devenir catcheur en plus de débourrer des chevaux.
Il devient champion poids lourd du Kansas de catch le 2 septembre 1932 après sa victoire face à Alan Eustace. Eustace récupère ce titre le 3 décembre.

## Vie privée
Brown épouse Grace en 1927 avec qui il a un fils prénommé Richard le 17 juillet 1929.  

## Palmarès
- Autres titres
  - 1 fois champion poids lourd du Kansas[4]
- Midwest Wrestling Association (MWA)
  - 11 fois champion du monde poids lourd de la MWA[5]
- Midwest Wrestling Association (MWA Ohio)
  - 1 fois champion du monde poids lourd de la MWA (version Ohio)[6]

- National Wrestling Alliance (NWA)
  - 1 fois champion du monde poids lourd de la NWA[7]

## Résultats des matchs à enjeu
| # | Vainqueur (enjeu) | Perdant (enjeu)              | Date            | Lieu       | Notes |
| - | ----------------- | ---------------------------- | --------------- | ---------- | --- |
| 1 | Orville Brown     | Masked Superman (masque)     | 11 février 1941 | Louisville | Le titre de champion du monde poids lourd de la Midwest Wrestling Association (version Ohio) de Brown est en jeu. |
| 2 | Orville Brown     | The Mysterious Mr S (masque) | 19 avril 1941   | Topeka     | Dans un match au meilleur des trois tombés.                                                                       |
| 3 | Orville Brown     | Green Hornet (masque)        | 16 mars 1945    | Wichita    | Dans un match au meilleur des trois tombés.                                                                       |
| 4 | Orville Brown     | Red Phantom                  | 11 mars 1949    | St. Joseph | |